# 圣胡安-拉文蒂尔地区
圣胡安-拉文蒂尔地区（英語：San Juan–Laventille region）是特立尼达和多巴哥的9个地区之一，位于特立尼达岛北部，北邻加勒比海，东临图纳普纳-皮亚尔科地区，南毗查瓜纳斯，西接迭戈马丁地区、西班牙港和帕里亚湾，首府设于圣胡安，面积220.39平方公里，2011年人口157,258，人口密度每平方公里713人。
1. ↑  . DIGITAL LEGISLATIVE LIBRARY. Government of the Republic of Trinidad and Tobago.   [28 May 2021].
2. ↑   (PDF) (报告). Trinidad and Tobago Central Statistical Office: 5.   [27 May 2016]. （原始内容 (PDF)存档于2016-10-09）.